# Little Night Hunter
|  | Denne artikel er oprettet af botten PalnaBot ud fra en ekstern database. Den kan derfor have sproglige fejl eller mangler. Denne skabelon kan fjernes efter kontrol af indholdet. |

Little Night Hunter er en kortfilm instrueret af Katja Adomeit efter manuskript af Katja Adomeit.

## Handling
Sonam på 12 år bor sammen med sin mor i den lille landsby Rangjung i Øst Bhutan. Han bruger sine dage på at lede efter en far, indtil han en dag møder den 22- årige Paljor, som tager Sonam med, hvor han virkelig kommer fra.